# 중국공산당 중앙군사위원회
중국공산당 중앙군사위원회(중국어 간체자: 中国 共产党 中央军事委员会, 정체자: 中國 共產黨 中央軍事委員會, 병음: Zhōngguó gòngchǎndǎng Zhōngyāng Jūnshì Wěiyuánhuì 종궈 공찬당 종양 준스 웨이위안후이[*])는 중화인민공화국의 중국인민해방군(중국공산당의 군사부문)과 중국의 경찰(인민무장경찰) 등 중화인민공화국 정부의 무장세력을 "지도"하는 중국의 군사와 관련된 최고의 기관이다. 이것은 헌법에 명기되어 있다. 당과 국가의 2개의 중앙군사위원회가 있지만, "중국공산당 중앙군사위원회"와 1982년에 설립된 중화인민공화국 중앙군사위원회의 구성원 등은 거의 같고 단지, 선출 시기만 다소 엇갈릴 뿐이다.
당 중앙군사위원회 주석, 부주석, 위원은 중국공산당 중앙위원회가 선출하고, 국가 중앙군사위원회 주석은 전국인민대표대회가 선출한다. 전국인민대표회의와 전국인민대표회의 상무위원회에 대해서 책임을 진다. 부주석과 위원의 인선은 국가 군사위원회 주석의 지명에 의해 전국인민대표회의나 전국인민대표회의 상무위원회에서 결정한다.
중국 인민해방군은 중화인민공화국의 국군(國軍)이 아니라 중국공산당의 당군(黨軍)이다. 따라서 당 중앙군사위가 통수권을 갖고 있다. 심지어 중국이 보유한 핵무기의 사용 결정권도 이 중앙군사위 주석에게 있다. 중국공산당 서열 1위인 총서기가 아닌 당 중군위 주석에게 모든 통수권이 부여된다는 점이 독특하다.
중국공산당 중앙군사위원회 주석은 1949년부터 현재까지 중국의 사실상의 국가원수이자 정부수반이며 최고지도자이다. 
그래서 덩샤오핑 시절에는 덩샤오핑이 중국의 공식적 국가원수인 국가주석도, 공산당 최고 지도자인 총서기가 아닌데도 불구하고 정부 수반 뿐 아니라 국가원수 노릇도 했다. 대표적으로 히로히토 일본 천황과 회담을 한 사람이 덩샤오핑이었다.

## 역대 주석

### 중국공산당 중앙군사위원회
1. 마오쩌둥 (1949년 ~ 1959년)
2. 류사오치 (1959년 ~ 1969년)
3. 마오쩌둥 (1969년 ~ 1976년)
4. 화궈펑 (1976년 ~ 1981년)
5. 덩샤오핑 (1981년 ~ 1989년 11월 7일)
6. 장쩌민 (1989년 11월 7일 ~ 2004년 9월 19일)
7. 후진타오 (2004년 9월 19일 ~ 2012년 11월 15일)
8. 시진핑 (2012년 11월 15일 ~ )

### 중화인민공화국 중앙군사위원회
1. 덩샤오핑(1983년 6월 6일 ~ 1990년 3월)
2. 장쩌민 (1990년 3월 ~ 2005년 3월 8일)
3. 후진타오 (2005년 ~ 2013년 3월)
4. 시진핑 (2013년 3월 ~ 현재)

## 중앙군사위원회

### 16기 (2002년~2007년)
2004년 9월의 4중 전국대표대회에서 장쩌민이 당 중앙군사위원회 주석직을 사임하고, 후진타오가 후임 주석직에 취임하였다. 장쩌민은 심복인 쩡칭훙이 부주석이 되도록 노력하였지만 실패하고 말았다. 2005년 3월의 전국인민대표회의에서 국가 중앙군사위원회 주석으로 당선된 후진타오는, 후진타오파로 주목받는 군 출신의 위원 톱의 쉬차이허우를 부주석으로 격상시켰다. 또 천빙더, 차오칭신, 장딩파, 징즈위안의 군 출신 4명이 위원으로 선출되었다.
- 주석 후진타오
  - 부주석　궈보슝(郭伯雄) - 상장, 중국공산당 중앙정치국 위원
  - 부주석　차오강촨(曹剛川) - 상장, 정치국위원, 국무위원, 중화인민공화국 국방부 부장
  - 부주석　쉬차이허우(徐才厚) - 상장, 중앙서기처 서기
    - 위원　량광례(梁光烈) - 상장, 총참모장
    - 위원　리지나이(李繼耐) - 상장, 총정치부주임
    - 위원　랴오시룽(廖錫龍) - 상장, 총후근부장
    - 위원　천빙더(陳炳德) - 상장, 총장비부장
    - 위원　차오칭천(喬清晨) - 상장, 空軍司令員
    - 위원　장딩파(張定發) - 상장, 해군사령원 2006년 12월 서거
    - 위원　징즈위안(靖志遠) - 상장, 중국인민해방군 제2포병대 사령원

### 17기 (2007년~2012년)
후진타오가 계속해서 주석을 맡고 있다. 2010년 10월의 제17기 5중 전회에서, 후진타오의 후계자로 주목을 받고 있는 시진핑이 부주석으로 선출되었다.
- 주석 후진타오(胡錦濤) - 당총서기, 국가주석
  - 부주석 시진핑(習近平) - 국가부주석. 당중앙정치국 상무위원. 2010년 10월 제17기 5중 전회에서 선출
  - 부주석 궈보슝(郭伯雄) - 상장, 중국공산당 중앙정치국 위원
  - 부주석 쉬차이허우(徐才厚) - 상장, 중국공산당 중앙정치국 위원
    - 위원 량광례(梁光烈) - 상장, 국방부장
    - 위원 리지나이(李繼耐) - 상장, 총정치부주임
    - 위원 랴오시룽(廖錫龍) - 상장, 총후근부장
    - 위원 천빙더(陳炳德) - 상장, 총참모장
    - 위원 쉬치량(许其亮) - 공군상장, 공군사령원
    - 위원 우성리(吴胜利) - 해군상장, 해군사령원
    - 위원 징즈위안(靖志远) - 상장, 제2포병사령원
    - 위원 창완취안(常万全) - 상장, 총장비부장

### 18기 (2012년~현재)
- 주석 시진핑(習近平)-국가주석, 당총서기, 당중앙 정치국상무위원
  - 부주석 판창룽(范长龙)=상장, 당 중앙 정치국원
  - 부주석 쉬치량(许其亮)-공군상장, 당중앙 정치국원
    - 위원 창완취안(常万全) -상장, 국무위원, 국방부장
    - 위원 팡펑후이(房峰辉 )- 상장, 연합참모장
    - 위원 장양(张  阳)- 상장, 정치공작부 주임
    - 위원 자오커스(赵克石)- 상장, 후군보장부장
    - 위원 장요우샤(张又侠)- 상장, 장비발전부장
    - 위원 우성리(吴胜利)-해군상장, 해군사령원
    - 위원 마샤오티엔(马晓天)- 공군상장, 공군사령원
    - 위원 웨이펑허(魏凤和)- 상장, 화전(미사일)군사령원